# Ketensamenwerking
Ketensamenwerking is een vorm van samenwerking tussen partijen die opeenvolgend met elkaar samenwerken aan één product of proces. Ketensamenwerking is de vorm van samenwerking tussen partijen onderling die in eerste instantie geen directe zakelijke afspraak met elkaar behoeven te hebben, maar indirect gezamenlijk wel verantwoordelijk zijn voor het tot stand komen van een project en/of het produceren van een projectdoelstelling (werken aan een vraagstelling (in een project) om het beste (project-) resultaat te bereiken). Gedurende het proces kunnen wel (meerdere) zakelijke relaties ontstaan indien dit voor het proces of product van belang is.
Ketensamenwerking is niet de samenwerking tussen monteurs aan de lopende band die gezamenlijk één auto produceren.
Ketensamenwerking wordt gekenmerkt door een samenwerking waarin de partijen op de werkvloer met elkaar meekijken gedurende alle werkzaamheden en ondersteunende activiteiten. Dit "meekijken" vindt tijdens de verschillende fases van het project plaats. Hierbij wordt elkaars werk waar mogelijk ondersteund en wordt wederzijds het functioneren geëvalueerd om hiermee uiteindelijk de beste mogelijke resultaten te behalen.
Daarnaast leidt ketensamenwerking gemakkelijker tot nieuwe samenwerking in een volgend project. Dit wordt vooral aangemoedigd door het opgebouwde vertrouwen tussen partijen onderling.
Ketensamenwerking komt in een aantal economische sectoren voor:
- Lokale overheid / overheden;
- Bouw;
- Gezondheidszorg, Jeugdzorg;
- ICT, softwareontwikkeling;
- Maakindustrie van producent tot detailhandel.

## Ketensamenwerking in de bouw

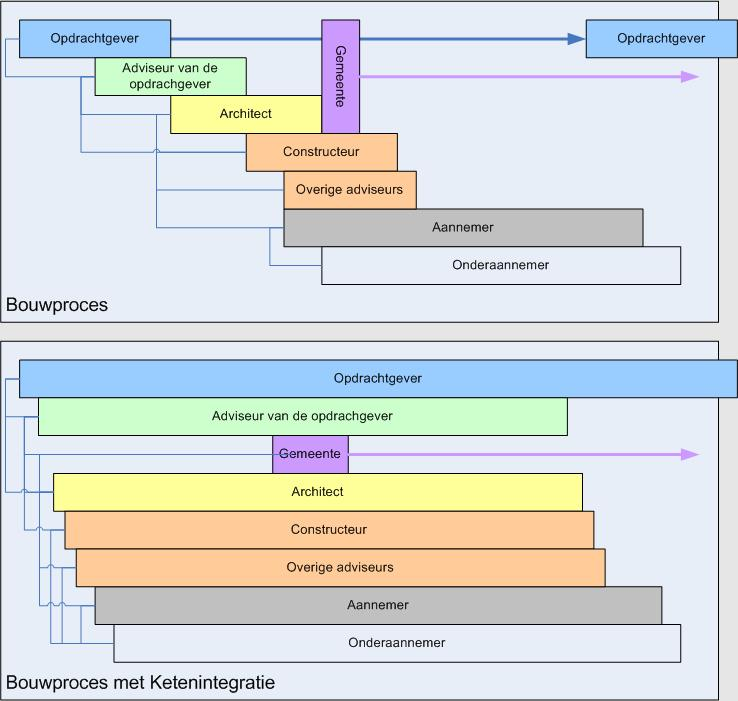
Traditioneel bouwproces versus een proces met Ketenintegratie in de bouw

De zogenoemde bouwkolom omvat alle partijen die achtereenvolgens bij de totstandkoming van een project zijn betrokken. Volgens sommige partijen laat de kennis en informatie-overdracht tussen de verschillende schakels in deze keten te wensen over. 
De verschillende partijen in de bouwkolom zijn (op zijn kleinst):
- opdrachtgever;
- aannemer.

Een kolom die meer tegemoetkomt aan de huidige eisen die aan een goede doorloop van een project worden gesteld ziet er als volgt uit:
- opdrachtgever;
- adviseur van de opdrachtgever (maakt een PvE en haalbaarheidsdocumenten);
- architect;
- constructeur;
- kostendeskundige;
- juridisch adviseur inzake vergunningen en aanbesteding;
- overige adviseurs;
- aannemer(s);
- gespecialiseerde (onder)aannemers en installatiebedrijven;
- leveranciers;
- eindgebruiker(s) (bewonerscommissie);
- beheerder;
- gemeente.

Om te komen tot zinvollere samenwerking ligt het voor de hand om de partijen ten eerste in dialoog te confronteren met de gevolgen van het over de schutting gooien en ten tweede te confronteren met verschillende methodes van met elkaar samenwerken om het resultaat te verbeteren tegen gelijkblijvende (of zelf minder) kosten. Daarnaast heeft ketensamenwerking tot resultaat dat partijen onderling ook meer met elkaar gaan samenwerken buiten de projecten om, in een duurzame relatie.
Zonder overleg tussen partijen in de bouwkolom onderling is het heden ten dage onmogelijk een foutloos project te doorlopen. De toegenomen complexiteit van bouwwerken en juridificering van de maatschappij hebben ertoe geleid dat de documenten uitzonderlijk complex zijn geworden. Door een win-win attitude bij overleggen en wederzijdsvertrouwen tussen de verschillende partijen kan een groot aantal fouten worden voorkomen. Door goed gebruik te maken van BIM (internationaal: Building Information Model | Nederland: Bouwwerk Informatie Model) kunnen controles door betrokken  partijen eenvoudig plaatsvinden en fouten worden voorkomen. Uiteindelijk kunnen de meeste faalkosten worden terug gedrongen door focus te houden op het gemeenschappelijk belang en optimale samenwerking in en om de bouwkeet.